# Potamogalidae
Los potamogálidos, coloquialmente llamados musarañas nutria, son una familia de mamíferos afroterios que aunque visualmente guardan parecido con nutrias y musarañas, no están emparentados con estos.
Debido a la caza furtiva, la fragmentación de los bosques y la destrucción del hábitat, las poblaciones de musarañas nutrias están disminuyendo y dos especies ya están catalogadas como en peligro o casi amenazadas por la UICN.

## Distribución y hábitat
Los potamogálidos habitan exclusivamente el África subsahariana central y occidental, más específicamente, en sistemas fluviales en bosques tropicales.

## Ecología
Son de hábitos semiacuáticos, alimentándose de invertebrados pequeños vertebrados como peces, cangrejos y otros animales acuáticos y descansar en madrigueras en las orillas. Como otros mamíferos pequeños africanos, no han sido tan estudiados en relación a los mamíferos más grandes con los que habita.

## Taxonomía
Anteriormente, este grupo era una subfamilia de Tenrecidae, los "tenrecs verdaderos", su grupo hermano. Sin embargo, un estudio de 2016, elevó al grupo al rango de Familia, actualmente solo hay dos géneros vivos, Potamogale, con una especie, y Micropotamogale con dos especies. Con este sutil cambio, ahora los tenrécidos pasaron a considerarse endémicos de Madagascar e islas cercanas.

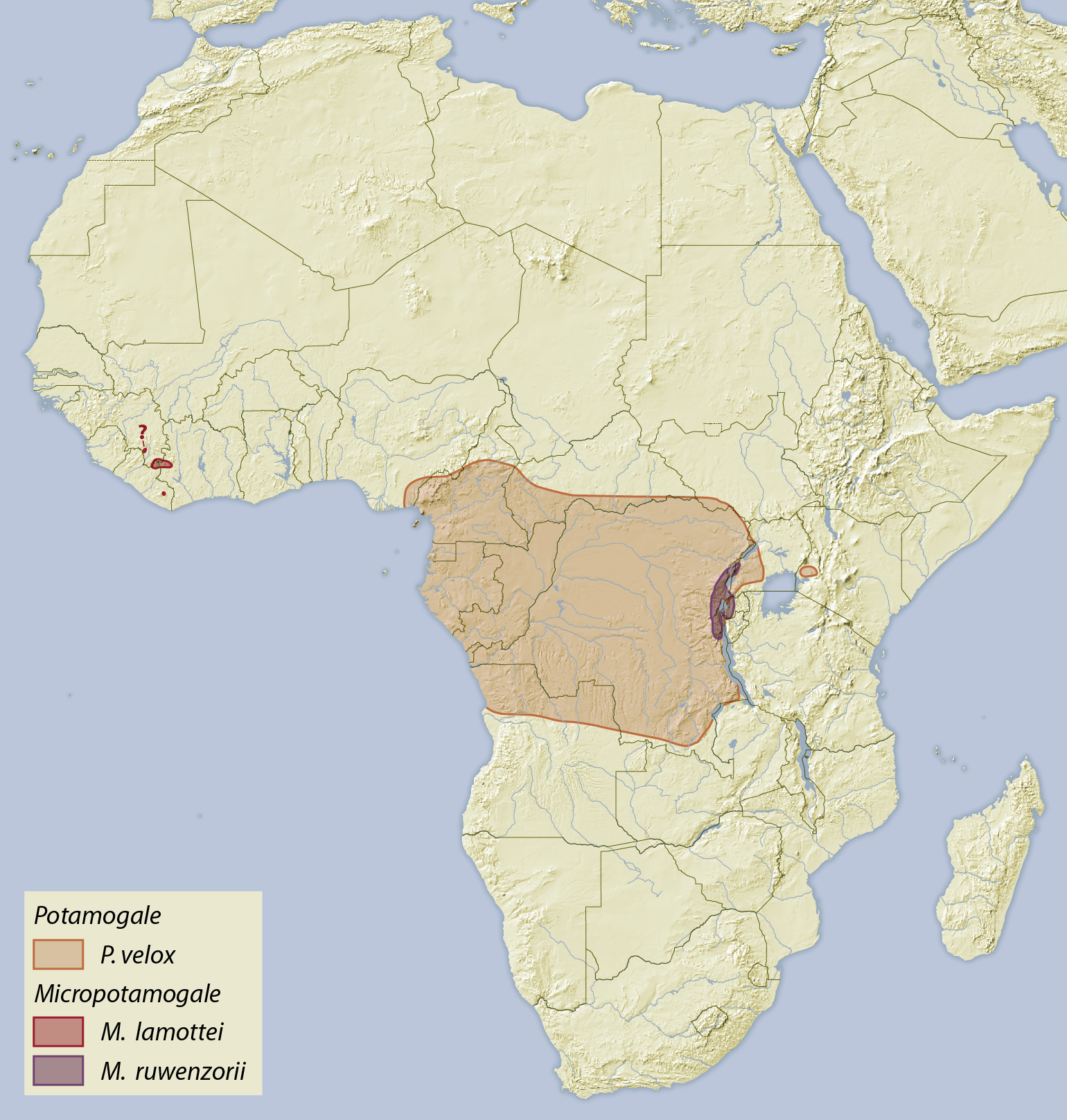
Distribución de las tres especies vivas